# Șlepul morților
„Șlepul morților” (titlu original: „Barge of the Dead”) este al 3-lea episod din al șaselea sezon al serialului TV american științifico-fantastic Star Trek: Voyager și al 123-lea în total. A avut premiera la 6 octombrie 1999 pe canalul UPN.

## Prezentare
Naveta B'Elannei este lovită de o furtună ionică, iar aceasta se trezește în mijlocul unui grup de Klingonieni, pe Șlepul Morților, pe drumul către Iadul Klingonian.

## Actori ocazionali
- Eric Pierpoint - Kortar
- Sherman Augustus - Hij'Qa
- Karen Austin - Miral